# Želechy
Želechy jsou osada, část města Lomnice nad Popelkou v okrese Semily v Libereckém kraji.

## Historie
Lidový název obce (původně lomnický pomístní název) Želechy (německy Schelech) pochází nejméně z 16. století – již roku 1583 se uvádí v lomnické purkrechtní knize jistá louka v Želechách. Název vsi od založení (první chalupy byly postaveny roku 1692) do 14. dubna 1920 byl Rudolfovice (německy Rudolfowitz) – po zakladateli hraběti Janu Rudolfovi Morzinovi.

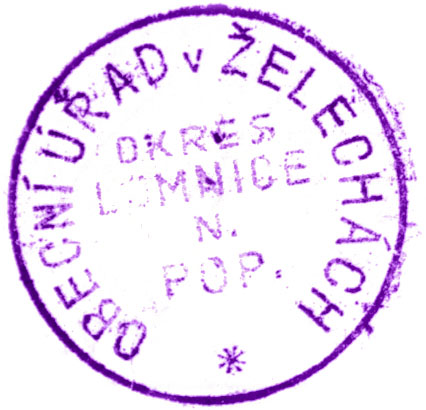
Úřední razítko obce z 20. let 20. století

První písemná zmínka o vesnici pochází z roku 1667.
Okolo roku 1900 byla v obci jednotřídní škola (postavena již roku 1876, údajně jako jediná v Čechách měla tehdy bleskosvod Divišovy konstrukce) a po jednom hostinec, kramář, hřebenář, tkadlec a zámečník. Starostou byl František Dolenský (před ním Josef Šída), radními Jindřich Ježek (též velitel místního sboru dobrovolných hasičů) a hostinský Josef Šádek. K obci byl také počítán mlýn Želecha a samota zvaná Cikánka (dnes patří lokalita s místním názvem Na Cikánce větší, zastavěnou částí do katastrálního území sousedního Stružince).
I za první republiky, kdy klesal počet obyvatel, byla obec samostatná; např. roku 1929 byl starostou František Kovář.
Připojením k Lomnici nad Popelkou ztratila obec samostatnost (v rámci územní a správní reformy roku 1960, respektive dle ČSÚ má status části Lomnice nad Popelkou od roku 1961).
Prakticky vždy byli všichni obyvatelé české národnosti. Živili se ponejvíce zemědělstvím, prací v lese a tkalcovstvím.

## Přírodní poměry
Želechy jsou ze tří stran obklopeny lesem, nacházejí se severně od Lomnice nad Popelkou, téměř v poloviční vzdálenosti z Lomnice nad Popelkou do Košťálova. Z rozcestí Stružinec – Na Cikánce vede žlutě značená turistická trasa do Košťálova.
Vesnicí protéká Želešský potok, který se v Košťálově vlévá do Olešky. Ještě koncem 20. století rostla v Želechovském údolí tolije bahenní, která patří mezi silně ohrožené druhy rostlin v Česku.

## Obyvatelstvo
| Rok            | 1869 | 1880 | 1890 | 1900 | 1910 | 1921 | 1930 | 1950 | 1961 | 1970 | 1980 | 1991 | 2001 | 2011 | 2021 |
| -------------- | ---- | ---- | ---- | ---- | ---- | ---- | ---- | ---- | ---- | ---- | ---- | ---- | ---- | ---- | ---- |
| Počet obyvatel | 300  | 293  | 283  | 304  | 232  | 206  | 231  | 121  | 140  | 87   | 71   | 51   | 57   | 52   | 52   |
| Počet domů     | 48   | 49   | 48   | 48   | 48   | 47   | 49   | 47   | 42   | 29   | 22   | 41   | 40   | 41   | 41   |

## Sbor dobrovolných hasičů
Sbor dobrovolných hasičů byl založen 15. ledna 1899. Již v témže měsíci byl v hostinci u Šádků uspořádán první hasičský ples. Nákupem první, dvoukolové stříkačky se sbor značně zadlužil. Ke splacení přispělo i kladné vyřízení žádosti směřované na císaře Františka Josefa I. – císařská dvorní kancelář přispěla 100 korunami.
V první světové válce zahynulo dvanáct místních občanů, z toho 4 členové sboru dobrovolných hasičů, mezi nimi i jejich velitel Jindřich Ježek. Z iniciativy jeho manželky a za podpory sboru byl na památku padlým vystavěn a 29. srpna 1920 slavnostně odhalen pomník před místní školou. Pomník byl pořízen především z dobrovolných příspěvků, autorem byl jistý sochař Stýblo z Nové Paky. Sbor dobrovolných hasičů ve spolupráci s Muzeem a galerií Lomnice nad Popelkou dosáhl jeho opravy a 26. srpna 2000 slavnostního znovuodhalení.

## Pamětihodnosti
V Muzeu a galerii Lomnice nad Popelkou v národopisném oddělení je vystaven rychtářský stůl ze Želech, vyrobený roku 1698. Tamtéž v mineralogické expozici jsou vystaveny pektolity ze Želechovského údolí.

## Fotogalerie

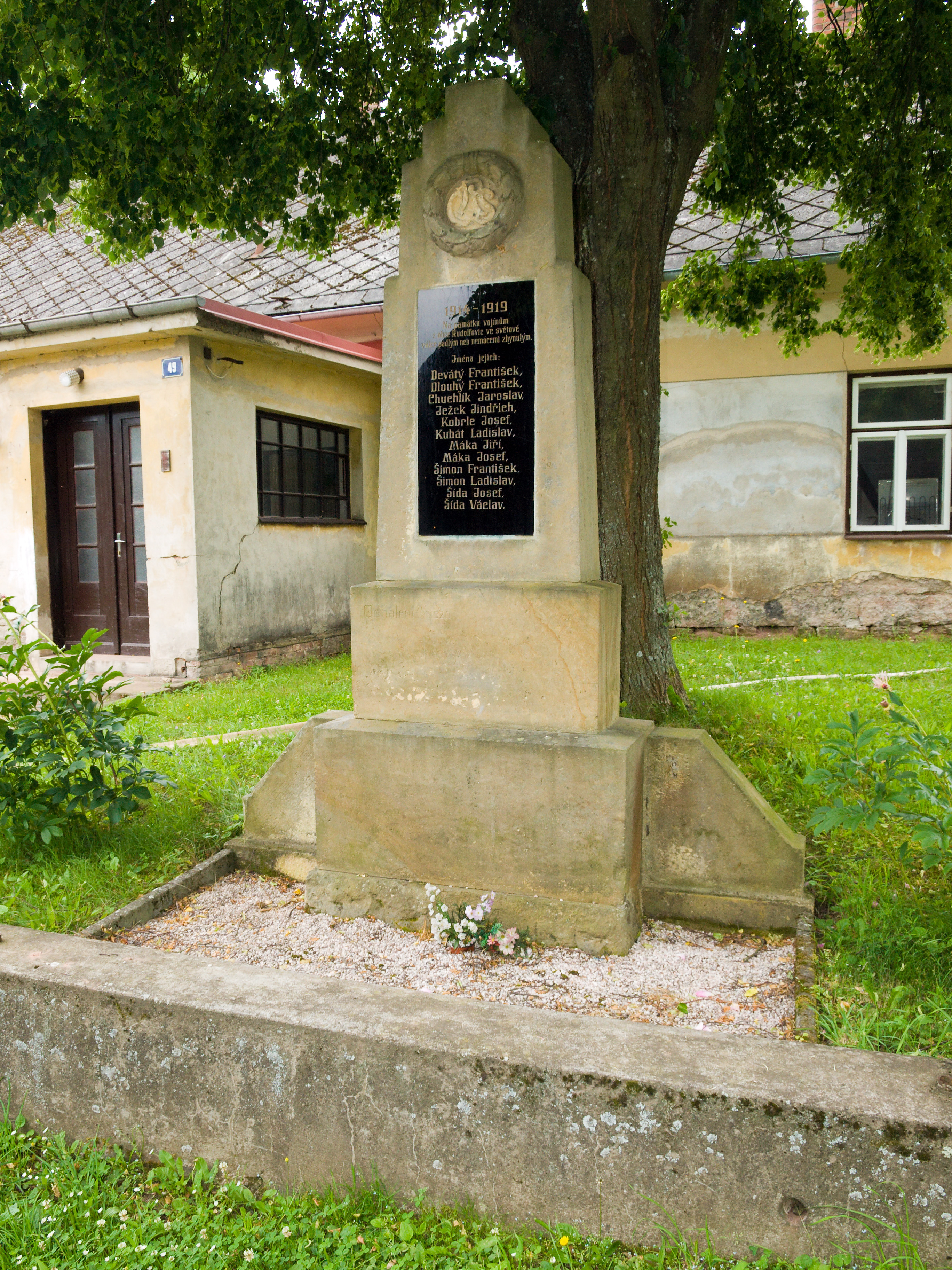
Památník obětem první světové války
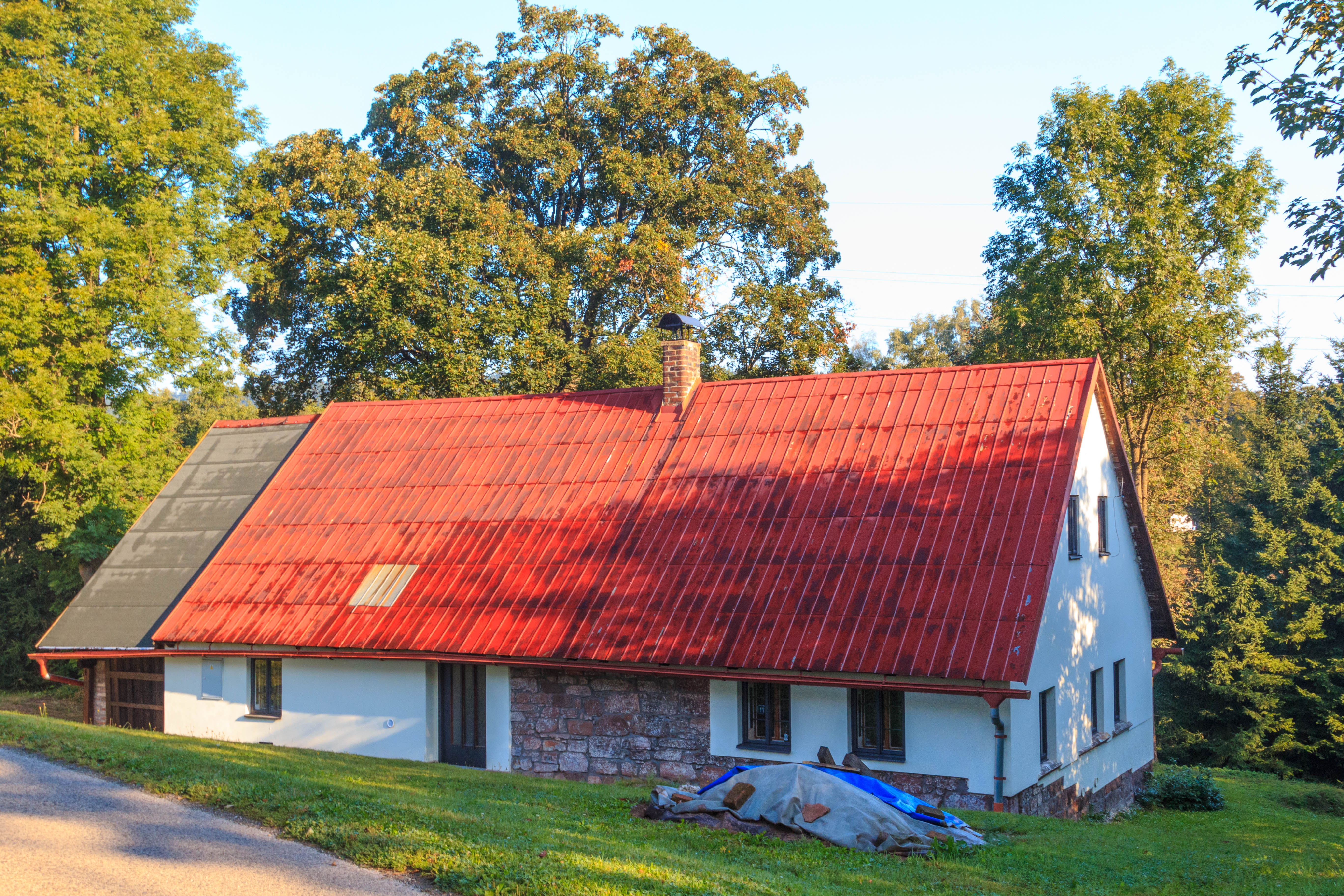
Dům čp. 11
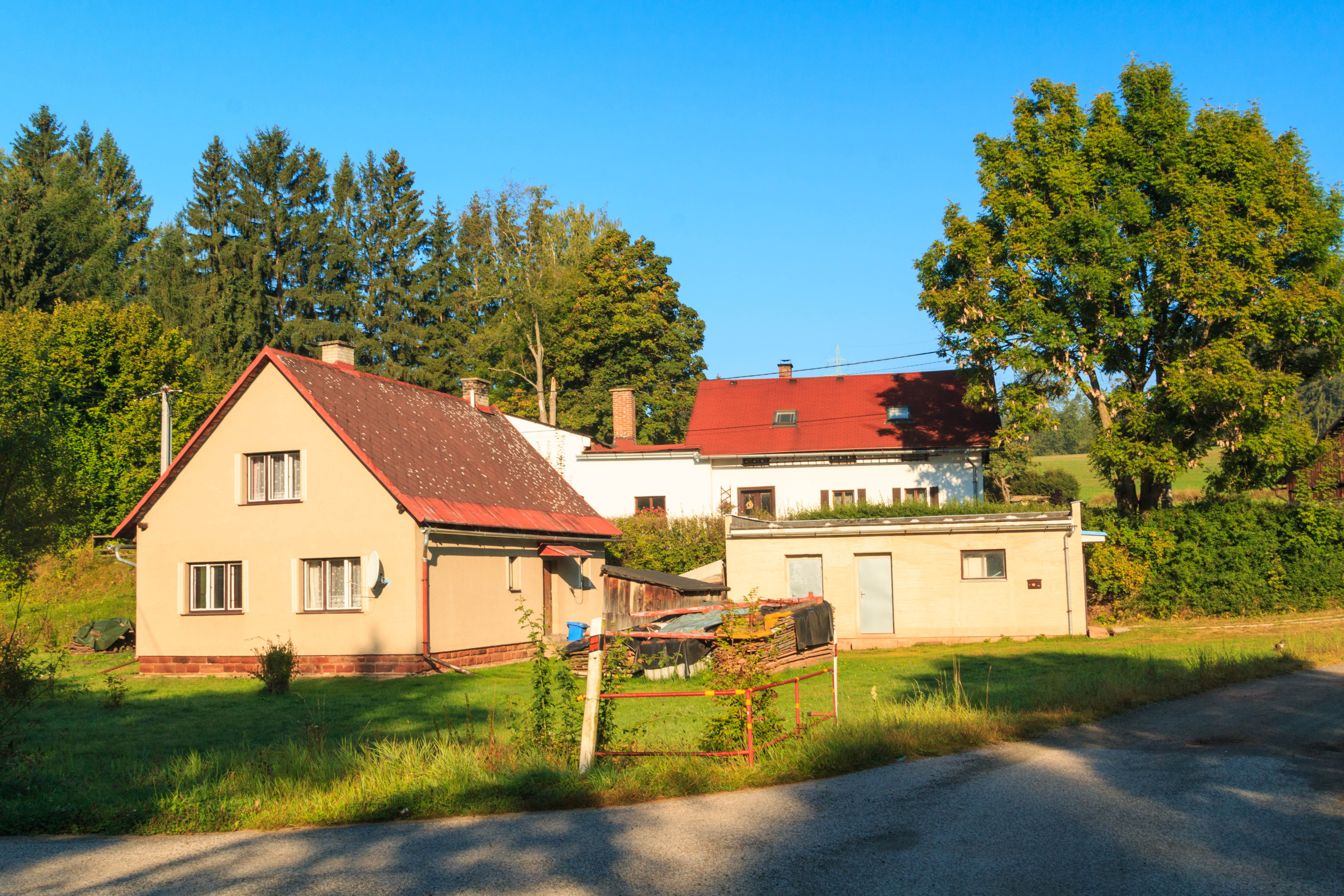
Dům čp. 18
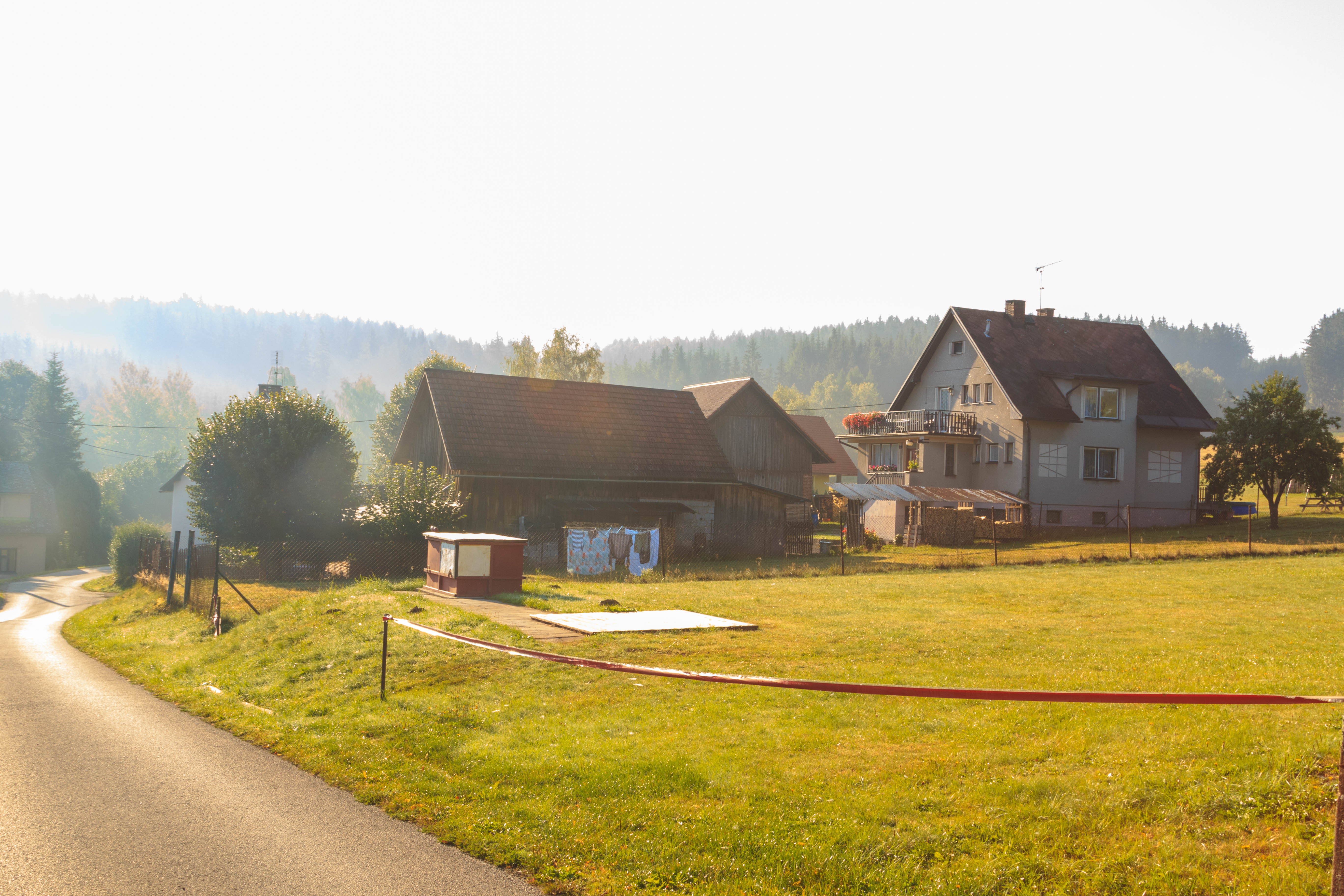
Dům čp. 29
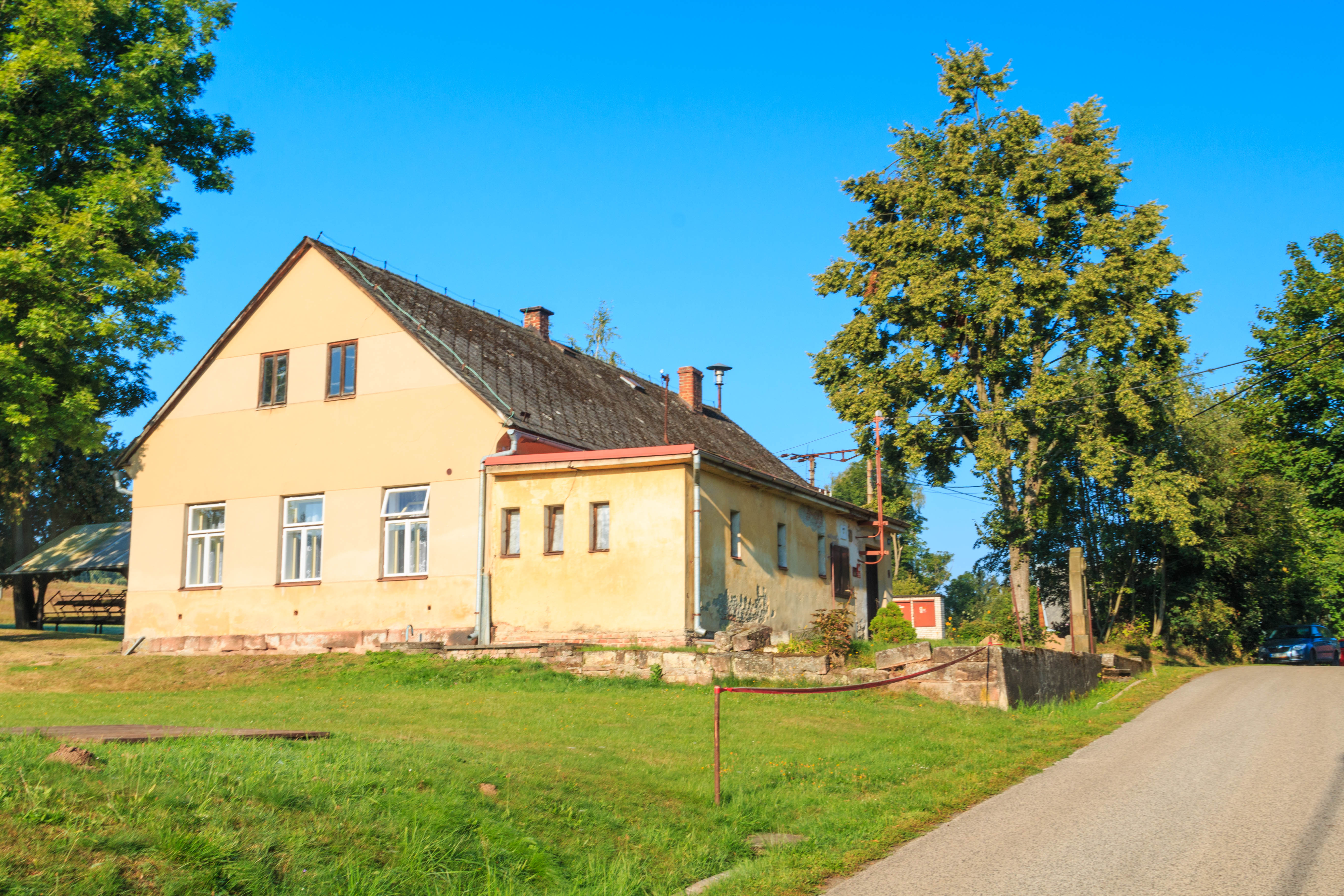
Dům čp. 49